# Ante Mašić
Ante Maešić (Tomislavgrad, 28 ottobre 1985) è un cestista bosniaco.

## Carriera
Con la Bosnia ed Erzegovina ha disputato i Campionati europei del 2013.

## Palmarès
- Campionato croato: 1

K.K. Zagabria: 2010-11
- Coppa di Croazia: 2

K.K. Zagabria: 2010, 2011